# Rattus hainaldi
Rattus hainaldi és una espècie de mamífer rosegador de la família dels rosegadors. És endèmica de l'illa de Flores (Indonèsia). Aquest tàxon fou anomenat en honor de T. Hainald, antic cap de l'Oficina de Cooperació Científica i Tecnològica de l'Institut Indonesi de les Ciències.